# Ectemnius
Genre
Synonymes
- Spadicocrabro

Ectemnius est un genre d'insectes hyménoptères de la famille des crabronidés. Il comprend les espèces suivantes :
- Ectemnius borealis
- Ectemnius cavifrons
- Ectemnius cephalotes
- Ectemnius confinis
- Ectemnius continuus
- Ectemnius crassicornis
- Ectemnius curictensis
- Ectemnius dives
- Ectemnius fossorius
- Ectemnius guttatus
- Ectemnius hispanicus
- Ectemnius hypsae
- Ectemnius kriechbaumeri
- Ectemnius lapidarius
- Ectemnius lituratus
- Ectemnius massiliensis
- Ectemnius meridionalis'
- Ectemnius nigritarsus
- Ectemnius palamosi
- Ectemnius rubicola
- Ectemnius ruficornis
- Ectemnius rugifer
- Ectemnius schlettereri
- Ectemnius sexcinctus
- Ectemnius spinipes
- Ectemnius walteri